# Aartsbisdom Parijs
Het metropolitaan aartsbisdom Parijs (Latijn: Archidioecesis Parisiensis; Frans: Archidiocèse de Paris) is een van de drieëntwintig rooms-katholieke aartsbisdommen van Frankrijk. De zetel bevindt zich in de stad Parijs, hoofdstad van het land en prefectuur van de regio Île-de-France.
De suffragane bisdommen zijn:
- Créteil
- Évry-Corbeil-Essonnes
- Meaux
- Nanterre
- Pontoise
- Saint-Denis
- Versailles

## Geschiedenis
Ontstaan in de 3e eeuw werd de zetel van Parijs pas op 20 oktober 1622 verheven tot aartsbisdom. In de 17e en 18e eeuw droegen de aartsbisschoppen de titel van hertog van Saint-Cloud.
De pauselijke bul Qui Christi Domini vices van 29 november 1801, die het Concordaat van 1801 bekrachtigde, bepaalde dat de aartsbisschop van Parijs aan zijn titel ook deze van de toen nog opgeheven zetels van Reims en Sens toe te voegen had. Die toevoeging verviel met de heroprichting van deze beide aartsbisdommen met de bul Paternae caritatis van 6 oktober 1822.

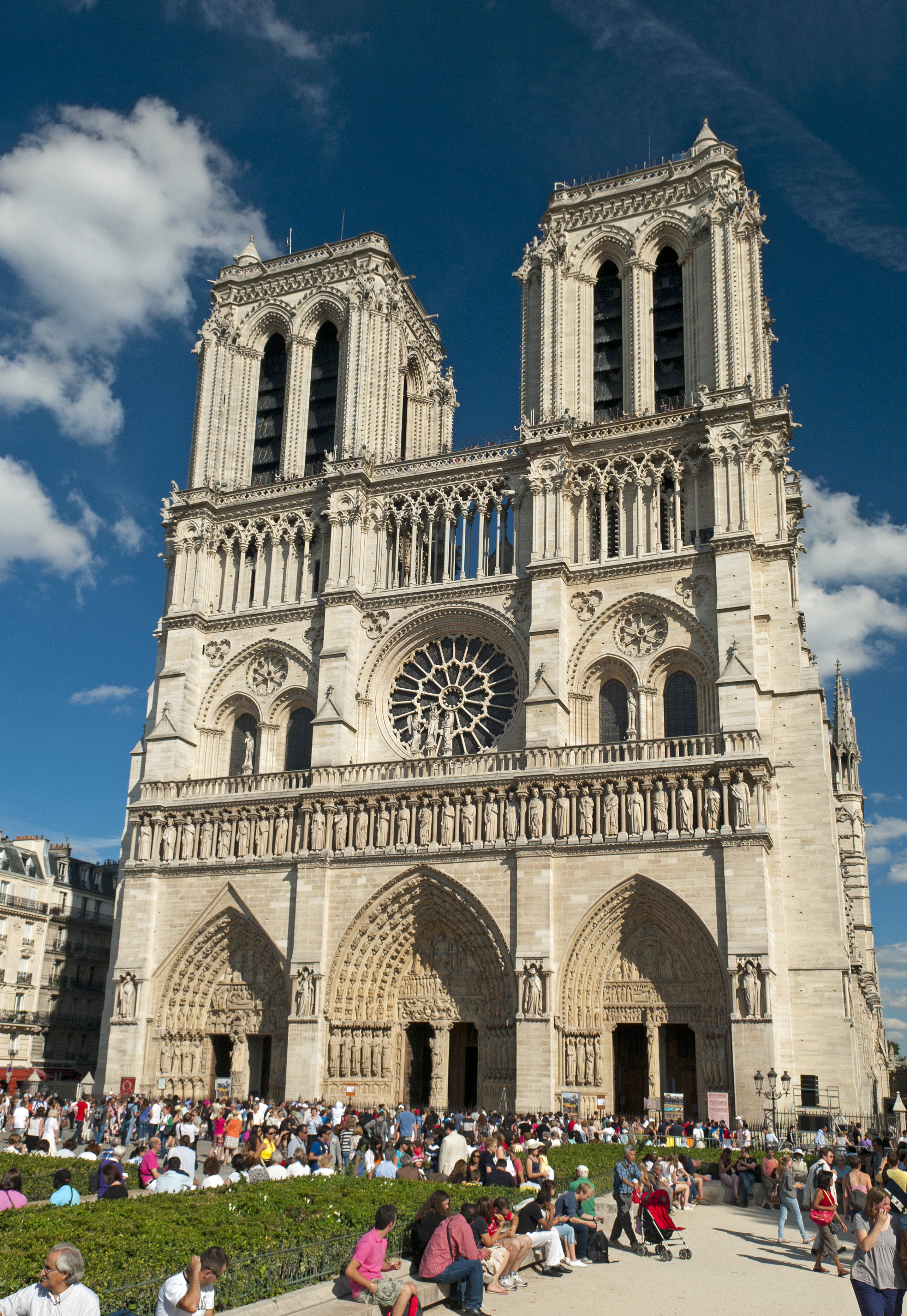
Cathédrale Notre-Dame de Paris
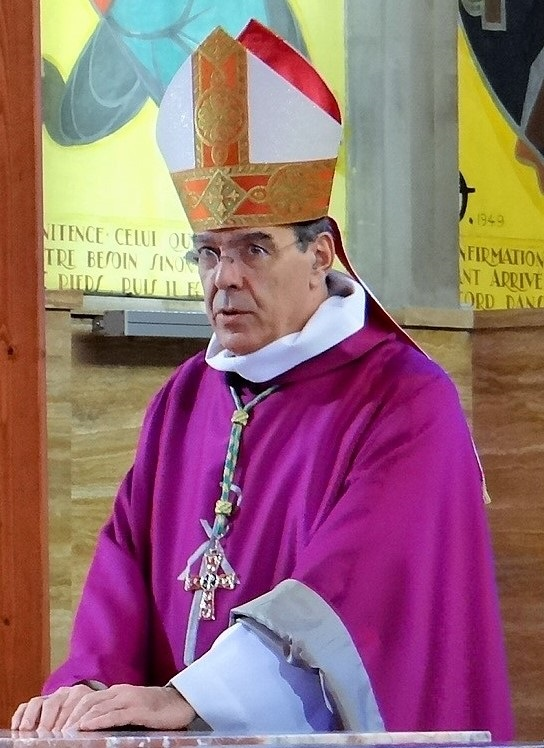
Aartsbisschop Michel Aupetit

## Bisschoppen van Parijs

### Tot het jaar 1000
- Dionysius van Parijs (Frans:Saint Denis - gestorven ca 250)
- Marcellus (360-436), 9e bisschop van Parijs (volgens de Britannica)
- Eusebius (c. 550)
- Germanus van Parijs (555-576)
- Ceraunus (d. 614)
- Landericus van Parijs (650-661)
- Agilbert (666x668–679x690)
- Hugo van Champagne (724-730)
- Eschenradus (775-795)[1]
- Eucade
- Hilduin
- Aeneas van Parijs (858-870)[2]
- Jocelin van Parijs (884-886)
- Askericus (c. 890)
- Walter (?-941)
- Constantius (c. 954?)
- Albert van Vlaanderen (950-977)
- Renaud van Vendôme (991-1017)

### Na het jaar 1000
- Franco (1020-1030)

...
- Godfried van Boulogne (1061-1095)
- Willem van Montfort (1095-1101)

...
- Maurice de Sully (1160-1196), bisschop en bouwheer van de Notre-Dame
- Odo van Sully (1197-1208), bisschop en opvolger van Maurice. Odo was geen familie van Maurice.

...
- Pierre de Gondi (1568-1597), kardinaal van Retz
- Hendrik de Gondi (1597-1622), kardinaal en neef van Pierre de Gondi

## Aartsbisschoppen van Parijs
| Aartsbisschoppen van Parijs | Aartsbisschoppen van Parijs                    | Aartsbisschoppen van Parijs                         |
| --------------------------- | ---------------------------------------------- | --------------------------------------------------- |
| 1622-1654                   | Jean-François de Gondi                         | geen kardinaal                                      |
| 1654-1662                   | Jean François Paul de Gondi                    | kardinaal van Retz                                  |
| 1662-1664                   | Pierre de Marca                                |                                                     |
| 1664-1671                   | Hardouin de Péréfixe de Beaumont               |                                                     |
| 1671-1695                   | François Harlay de Champvallon                 | eerste hertog van Saint-Cloud                       |
| 1695-1729                   | Louis Antoine de Noailles                      | kardinaal, hertog van Saint-Cloud                   |
| 1729-1746                   | Charles Gaspard Guillaume de Vintimille du Luc | oud-aartsbisschop van Aix, hertog van Saint-Cloud   |
| 1746-1746                   | Jacques Bonne-Gigault de Bellefonds            | oud-aartsbisschop van Arles, hertog van Saint-Cloud |
| 1746-1781                   | Christophe de Beaumont                         | hertog van Saint-Cloud                              |
| 1781-1802                   | Antoine-Éléonor-Léon Leclerc de Juigné         | laatste hertog van Saint-Cloud                      |
| 1791-1793                   | Jean-Baptiste Gobel                            | constitutioneel bisschop                            |
| 1798-1801                   | Jean-Baptiste Royer                            | constitutioneel bisschop                            |
| 1802-1808                   | Jean Baptiste de Belloy                        | kardinaal                                           |
| 1810-1814                   | Jean-Sifrein Maury                             | kardinaal (niet erkend)                             |
| 1817-1821                   | Alexandre Angélique de Talleyrand-Périgord     | kardinaal                                           |
| 1821-1839                   | Hyacinthe-Louis de Quélen                      |                                                     |
| 1840-1848                   | Denys Affre                                    |                                                     |
| 1848-1857                   | Marie-Dominique-Auguste Sibour                 |                                                     |
| 1857-1862                   | François-Nicolas-Madeleine Morlot              | kardinaal                                           |
| 1863-1871                   | Georges Darboy                                 |                                                     |
| 1871-1886                   | Joseph-Hippolyte Guibert                       | kardinaal                                           |
| 1886-1908                   | François-Marie-Benjamin Richard                | kardinaal                                           |
| 1908-1920                   | Léon-Adolphe Amette                            | kardinaal                                           |
| 1920-1929                   | Louis-Ernest Dubois                            | kardinaal                                           |
| 1929-1940                   | Jean Verdier                                   | kardinaal                                           |
| 1940-1949                   | Emmanuel Suhard                                | kardinaal                                           |
| 1949-1966                   | Maurice Feltin                                 | kardinaal                                           |
| 1966-1968                   | Pierre Veuillot                                | kardinaal                                           |
| 1968-1981                   | François Marty                                 | kardinaal                                           |
| 1981-2005                   | Jean-Marie Lustiger                            | kardinaal                                           |
| 2005-2017                   | André Vingt-Trois                              | kardinaal                                           |
| 2017-2021                   | Michel Aupetit                                 |                                                     |
| 2022-heden                  | Laurent Ulrich                                 |                                                     |

Parijs (aartsbisdom) · Créteil · Évry-Corbeil-Essonnes · Meaux · Nanterre · Pontoise · Saint-Denis · Versailles
- Bibliothèque nationale de France: cb11869186x (data)
- CiNii: DA16405034
- Gemeinsame Normdatei: 1121215130
- International Standard Name Identifier: 0000 0001 2181 4044
- Library of Congress Control Number: n85356017
- Nationale Bibliotheek van Israël: 987007605057005171
- Réseau des bibliothèques de Suisse occidentale: 02-A000055386
- Système universitaire de documentation: 026445549
- Virtual International Authority File: 148856401